# Hero's Island
Hero's Island (bra: A Terra Que Amamos) é um filme estadunidense de 1962, do gênero drama histórico e de ação, dirigido por Leslie Stevens.

## Sinopse
Em 1718, família estabelece-se em uma ilha da Carolina, onde são atacados por pescadores e protegidos por um pirata.

## Elenco
- James Mason ... Jacob Weber / Major Bonnet
- Neville Brand ... Kingstree
- Kate Manx ... Devon Mainwaring
- Rip Torn ... Nicholas Gates
- Warren Oates ... Wayte Giddens
- Brendan Dillon ... Thomas Mainwaring
- Harry Dean Stanton ... Dixie Gates
- Robert Sampson ... Enoch Gates
- Morgan Mason ... Cullen 'Cully' Mainwaring
- Darby Hinton ... Jafar Mainwaring
- John Hudkins ... Bullock
- Bobby Johnson ... Pound
- William Hart ... Meggett